# 라운드업 작전 (1942년)
라운드업 작전은 제2차 세계 대전 동안 연합군이 준비한 1943년 봄 프랑스 북부 침공 계획의 암호명이다.

## 역사
준장 드와이트 D. 아이젠하워의 감독 하에, 이 계획은 1942년 초에 개발되었으며 유럽 조기 진입에 대한 미국의 열망을 반영했다.
상선, 상륙정 및 기타 자원 부족으로 인해 라운드업 계획은 비현실적이라고 간주되었다. 이 계획은 48개 연합군 사단과 5,800대의 항공기로 구성된 병력을 요구했으며, 불로뉴와 르아브르 사이의 넓은 교두보에 상륙하는 것을 목표로 했다. 영국의 고위 사령관들과 정치인들은 침공 계획에 전념하는 것을 꺼려했는데, 제1차 세계 대전의 솜 전투 (전투 첫날 영국군은 거의 6만 명의 사상자를 냈다)와 파스샹달 전투에서 겪었던 고통스러운 손실을 기억하고 있었기 때문이다.
윈스턴 처칠 영국 총리는 대신 지중해에서 독일군인 독일 국방군을 공격하는 전략("부드러운 하복부"라고 부름)을 선호했다. 처칠의 계획은 비교적 경험이 없는 미군이 덜 위험한 전쟁 전구에서 경험을 쌓는 동시에 독일과 정면으로 대결하기 전에 점진적으로 압도적인 병력을 구축할 수 있도록 할 것이었다.
1942년 처칠이 프랑스령 북아프리카 상륙을 압박하자, 장군 조지 마셜 미국 육군참모총장은 대신 프랭클린 루스벨트 미국 대통령에게 미국이 독일 우선 전략을 포기하고 태평양 전쟁에서 공세를 취할 것을 제안했다. 루스벨트는 이 제안이 소련을 돕는 데 아무것도 하지 않을 것이라며 "반대"했다. 대신 루스벨트의 지지와 마셜이 영국을 설득하지 못하자, 1942년 7월 말 제2차 클라리지 회의에서 횃불 작전, 즉 프랑스령 북아프리카 연합군 침공을 실행하기로 결정했다. 이는 미국이 제한된 규모로 나치 독일과의 전투에 참여하고 북아프리카에서 승리를 확보하려는 영국의 목표를 충족시키는 타협안이었다. 라운드업을 위해 축적된 대부분의 병력과 보급품은 연합군 전략의 불확실성 때문에 라운드업 준비의 우선순위가 낮아지면서 횃불 작전을 실행하는 데 사용되었다.
1942년 11월, 이제 중장이 된 아이젠하워는 처칠에게 1944년 이전에는 대륙에서 대규모 작전을 수행할 수 없을 것이라고 말했다. 이 계획에 대한 브리핑은 아이젠하워의 조직 및 외교 능력을 미국과 유럽의 고위 민간 및 군사 지도자들의 주목을 받게 했고, 그가 유럽의 연합군 최고사령관으로 급부상하는 계기가 되었다.
라운드업 작전에는 슬레지해머 작전과 이후 변형인 라운드해머 작전이 포함되었다. 영국 중장 프레데릭 E. 모건은 이 계획의 일부 측면을 이후 오버로드 작전이 되는 계획의 초기 버전에 통합했다.

## 같이 보기
- 제2차 세계 대전의 외교사
- 제2차 세계 대전 연합국 회의 목록
- 볼레로 작전

## 내용주
1. ↑  이에 비해 1년 이상 지난 1944년 6월에 발생한 최종 노르망디 상륙 작전과 그 이후의 작전에서는 39개의 연합군 사단만 투입되었다.